# جوزيف هنجبو
جوزيف هنجبو (بالإنجليزية: Joseph Hungbo)‏ (مواليد 15 يناير 2000) هو لاعب كرة قدم إنجليزي محترف يلعب كجناح لنادي واتفورد.